# تاكايا كورويشي
تاكايا كورويشي (باليابانية: 黒石 貴哉) (مواليد 24 فبراير 1997) هو لاعب كرة قدم ياباني.

## وصلات خارجية
- تاكايا كورويشي على موقع رابطة كرة القدم اليابانية للمحترفين (اليابانية)
- تاكايا كورويشي على موقع قاعدة بيانات كرة القدم.إي يو (الإنجليزية)
- تاكايا كورويشي على موقع Soccerway.com (الإنجليزية)
- تاكايا كورويشي على موقع عالم كرة القدم.نت (الإنجليزية)